# نستروف
نستروف (بالروسية: Нестеров) هي إحدى مدن روسيا في الكيان الفدرالي الروسي كالينينغراد أوبلاست.

## أعلام
- ماكس اسكنازى
- فيليكس شتاينر